# Келлі Стеффорд
Ке́ллі Сте́ффорд (англ. Kelly Stafford, нар. 10 квітня 1978, Стівенідж, Англія, Велика Британія) — англійська порноакторка.
Можливо, найвідоміші ролі виконала спільно з Рокко Сіффреді[джерело?].

## Нагороди і номінації
- 2000 XRCO Award — Best Anal Or D.P. Sex Scene — When Rocco Meats Kelly 2[3]
- 2000 AVN Award — Best Sex Scene in a Foreign Shot Production — When Rocco Meats Kelly 2[4]
- 2002 AVN Award — Best Couples Sex Scene (Video) — with Rocco in Rocco's Way To Love[4]
- 2008 AVN Award — Best Sex Scene in a Foreign-Shot Production-10-person group scene in Furious Fuckers Final Race[5]